# ピースデストロイヤー
ピースデストロイヤー（PEACE DESTROYER）は、タイトーのコンピューターゲーム『ダライアスフォース』に登場するボスキャラクターで、架空の宇宙戦艦。

## 特徴
コードネームはリュウグウノツカイ。ダライアスフォースのパッケージイラストにもシルバーホークと共に登場している。
Hゾーンに出現。色は薄黄色がかった白で、大きさが5画面分にも達するゲームでも最大のボスとなっている。

## 能力
最初は頭部が登場する。口から高速のレーザーを3連射し、額部分から3方向破裂弾を撃つ。一定時間経つと体当たりしてくるが、画面左端までは届かない。
後退していくときに５方向弾を撃つが、それらの弾を撃つ口が弱点。
破壊するとボスの体内に突入する。ボス体内には180度方向をカバーするレーザー砲台が進路上に配置されている。腹部には弾を連発する砲台があり、ビジュアルではこの砲台による攻撃で、味方機がやられるシーンがあり、その時にやられるのは、プレイヤー使用機と同じカラーリング仕様（例えば、タイプⅠを選んだ場合、同じグリーンカラーのシルバーホークになる）の3機編成隊。
狭いボスの体内の奥にはコントロールコアがあり、コアの前には4連装の放物線弾を撃つ砲台と、上下に蛇行しながら迫る電磁バリアーボールを出す。砲台を破壊すると、コアから充填式のレーザーを撃ち、自らの体を落下ブロックにして自機を狙う防衛機能がある。コアの上下からも弾を撃ち、狭い地形での戦いを余儀なくされる。そしてコアを破壊して体外に脱出すると、Hゾーンはクリアとなる。
後の『ダライアス外伝』に登場する超巨大ボスタイタニックランスの基にもなったボスキャラクターといえる。

## 他の同種型戦艦

### モデラート（MODERATO）
PCエンジン版『スーパーダライアスⅡ』の最終ゾーンXゾーンに登場するボスキャラクター。カラーは白。
上下の鰭が破壊可能。最初は3方向弾とホーミングミサイルを撃ってくるが、上下の鰭を破壊した後は体を柔軟に動かして自機を囲って弾を撃つ攻撃を加えてくる。

### ダークヘリオス（DARK HELIOS）
PSPの『ダライアスバースト』の最終ゾーンJに登場するボスキャラクター。
ベルサー母星を守る防衛システムであり、シーマのシステムを用いている。
ピースデストロイヤーやモデラートに比べると頭部が大きくその代わり胴体は短めで、頭部も鳥のような鋭角的な形状になっている。
体の関節の節々から大量のニードル弾を連射してくる。更にスプレイガンと胸鰭のロングレーザー、ホーミングミサイルといった多彩な武装を持っている。アーマー部は破壊可能だが、耐久力が高い。カラーは赤紫。
ただし、この状態は外装アーマーに過ぎず、破壊すると中から真の姿としてサイバリオンのような金色のドラゴンが姿を現す。
サイバリオン形態となると、目からの大量のニードル弾と口からのバーストビーム、テレポート砲台と、ホーミングミサイル、テレポート機雷などで激しい攻撃をかけてくる。
なお、破壊したエンディングでは、シーマの中核であるジ・エンブリオンを呼び出す事となり、それを食い止める為にレジェンドシルバーホークバーストのパイロットTi2が、人類を救う為にシーマのもとへ飛び込むことになる。
『サイバリオン』に関連したボスの為、このボスが登場するゾーンJ道中、及びにこのボスとの戦闘中に流れるBGMも『サイバリオン』のBGMをアレンジしたものとなっており、ミッションモードでオリジンシルバーホークを使用するミッションでは『サイバリオン』のBGMの一つである「Boss 5」が流れる。
PSP版では第一形態と同じBGMが流れ続けたが、『ダライアスバースト アナザークロニクル』ではサイバリオン形態へ移行させた際、新たにサイバリオン形態専用のBGM(先述の「Boss 5」のアレンジ)が用意された。なお、サイバリオン形態の耐久度はPSP版よりも低下している。
アナザークロニクルやクロニクルセイバーズでは同型亜種としてドラゴン型のサイバリオン形態が存在しない代わりに、本体及び間接パーツの攻撃が大幅に強化されたダークフレイム(DARK FLAME)、ダークフレア(DARK FLARE)も登場する。これらは原種と違い数多くの星系に登場するため、純粋なベルサーの戦艦であることをうかがわせる。
ダークフレイムは間接パーツからの攻撃がミサイル弾と自機へ誘導する性質を持つニードル弾の混合になっている他、胸鱗からのロングレーザーがバーストビームに、回遊時に間接パーツから放たれる破壊可能弾が撃ち返し弾へそれぞれ変化している。
ホーミングミサイルの量もヘリオスから増加されており、特に回遊時には通常発射されるホーミングミサイルとは別に、速度がとても速く、誘導性能も高いホーミングミサイルも一緒に発射してくる。
更に攻撃パターンを1度ループさせると攻撃パターンの内容が若干変化。間接パーツからの攻撃は誘導性を持つミサイル弾と相殺不能の黄色弾になり、回遊時にはファントムキャッスル本体等が放つ誘導性能が高い赤色のホーミングレーザーを連射してくるようになる。こうなると回避が非常に困難になってしまう為、素早く撃破する事が求められる。本体のカラーは黒色。
ダークフレアはダークフレイムの初期生産型という設定で、頭部のデザインが他の2種とは異なっている。
攻撃パターンはダークフレイムと同じであり、1ステージ目で登場するボスとは思えない激しい攻撃を放つが、本体と間接パーツの耐久度は相応に大幅低下している為、ダークフレイム以上に短期決戦となる。カラーはダークフレイムと同じく黒色だが、若干白みがかかったような色となっている。
『ダライアスバースト クロニクルセイバーズ』のCSモードでは、ダークヘリオスのみ登場ステージが極端に少ない他、完全撃破した描写がなく第二形態撃破と同時に反応をロストした事になっている事や、ベルサーの所属戦艦とは異なる反応を有しているなど、ストーリー上でもやや特殊な扱いがなされている。